# Bobby Bare Jr.

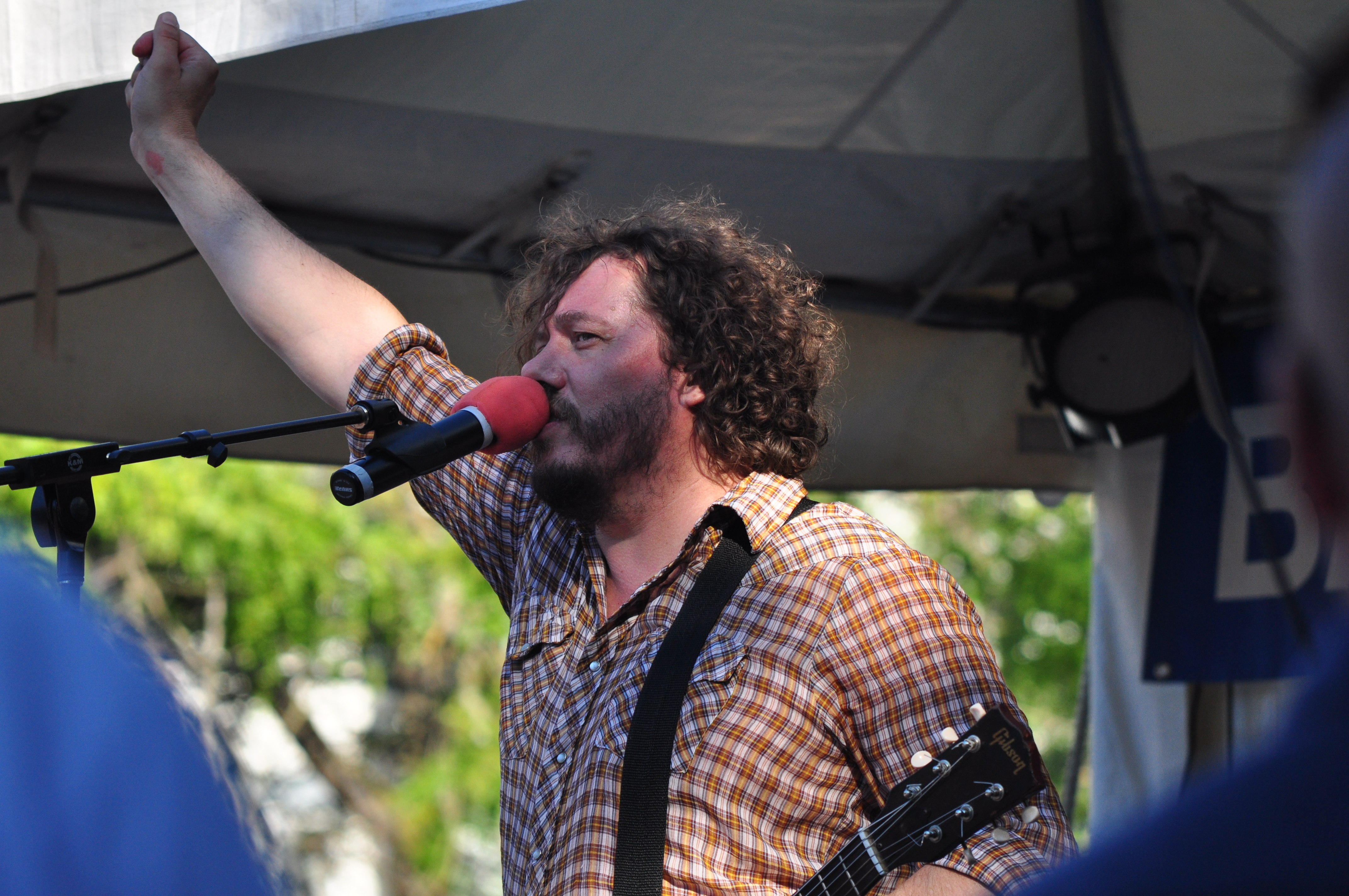
Bobby Bare Jr.
Ballard Seafood Fest 2013

Robert Joseph Bare Jr. (geboren am 28. Juni 1966 in Nashville, Tennessee) ist ein amerikanischer Singer-Songwriter und Musiker.

## Leben
Bare wurde in Nashville, Tennessee, als Sohn der Sängerin Jeannie Bare (geb. Sterling) und des Countrymusikers Bobby Bare, Sr. geboren. Seine Eltern trafen sich 1963, als sein Vater seine Mutter als Sängerin engagiert hatte. Seine Kindheit verbrachte er in Tennessee Hendersonville, eine halbe Stunde nordöstlich von Nashville. Nachbarn der Familie waren unter anderem Tammy Wynette und George Jones. Bare hat zwei jüngere Geschwister. Seine ältere Schwester starb mit 15 an den Komplikationen einer medizinischen Behandlung.
1974 wurde Bobby Bare im Alter von nur 8 Jahren gemeinsam mit seinem Vater für einen Grammy nominiert mit dem Lied Daddy What If, das von Shel Silverstein geschrieben wurde. Auch seine Tochter Isabella sang eine Version dieses Lieds, die auf Twistable Turnable Man, einem Tributealbum für Shel Silverstein veröffentlicht wurde. Das Album wurde von Bare und seinem Vater gemeinsam herausgegeben. Er trat zusammen mit seinen Geschwistern als Kind in der Fernsehshow Hee Haw auf, um die Hexenschrei-Einlage in Bobby Bare, Sr.’s Lied Marie Laveaux zu intonieren.
Seine Laufbahn als Musiker begann Bobby Bare Jr. als Gitarrist und Songschreiber. Seine Karriere als Berufsmusiker startete er allerdings erst im Alter von Dreißig. Seine Einstellung charakterisierte er einmal als jemand, der „Arbeit in einem richtigen Job um jeden Preis“ vermeiden wollte. Zeitweilig bestritt er seinen Lebensunterhalt als Roadie und Lichttechniker. Ungeachtet dessen boten ihm bereits zu Beginn seiner Musiker-Laufbahn kleinere Labels wie Immortal Records und Lost Highway Verträge an.
Bobby Bare Jr. hat einen Abschluss in Psychologie an der University of Tennessee. Er hat drei Kinder – zwei Söhne und eine Tochter.

## Musikalische Stationen

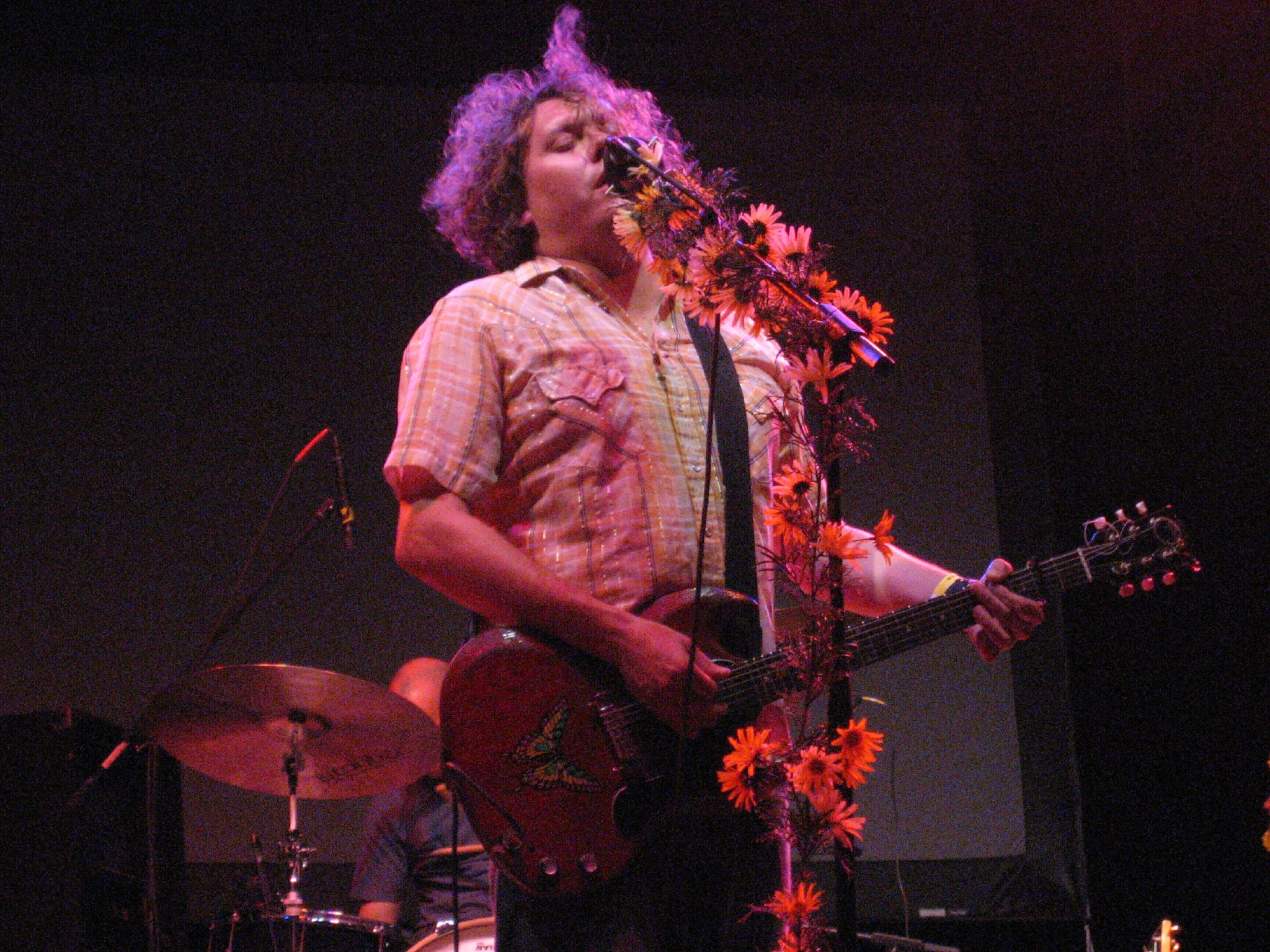
Bobby Bare Jr.
Wall of Sound Festival, Ft. Worth, TX
22. September 2007

### Bare Jr.
In den 1990ern gründete er die Roots-Rock-Gruppe Bare, Jr. die bei Immortal Records unter Vertrag stand. Er veröffentlichte zwei Alben, 1998 Boo-Tay und 2000 Brainwasher.

### Young Criminals Starvation League
Mit Young Criminals Starvation League, einer Band mit ständig wechselnden Musikern (unter anderem Mitgliedern von Lambchop, … And You Will Know Us by the Trail of Dead, und My Morning Jacket) hat er drei Studioalben, eine EP und ein Live-Album veröffentlicht.

### Soloarbeit
Seine CD A Storm, A Tree, My Mother’s Head wurde 2010 auf seinem eigenen Label, 30 Tigers/Naked Albino Recordings, veröffentlicht. Der Titel spielt auf einen Sturm 2008 in Nashville an, bei dem seine Mutter verletzt wurde.

“Mom was sitting on the couch, the last day of January in 2008, and there was a big, windy storm outside. And a big branch broke off halfway up the tree. It fell on the house, and literally split the house in two and landed exactly on top of her.”

„Mom saß am letzten Januartag 2008 auf dem Sofa und es gab einen starken, windigen Sturm draußen. Ein großer Ast brach auf halber Höhe vom Baum ab. Er fiel auf das Haus, spaltete es buchstäblich in zwei Teile und landete genau auf ihr.“

Ein anderes Lied der Platte, The Sky Is The Ground, handelt von einem Fahrradunfall seines Sohnes, als dieser zwei Jahre alt war.
Die EP Shame on Me wurde 2014 auf Big Legal Mess/Fat Possum Records veröffentlicht. Im Frühjahr 2014 wurde sein Album Undefeated auf Bloodshot Records veröffentlicht. Die erste Single des Albums, The Big Time, wurde im April des Jahres als Vorveröffentlichung herausgegeben. Bare hat das Album mit Mark Nevers (Lambchop) und dem mit einem Grammy ausgezeichneten Toningenieur Vance Powell (Jack White, Alicia Keys, den Dixie Chicks, Buddy Guy) aufgenommen. Bare trat damit im Juni 2014 im Vorprogramm von Robert Pollards Band, Guided by Voices auf. Ab Februar 2016 wurde er dann Gitarrist von Guided By Voices, zusammen mit Nick Mitchell, ebenfalls Gitarre, Mark Shue am Bass und Kevin March als Drummer.
Bare tritt regelmäßig bei Wohnungskonzerten auf, oft in Begleitung von Carey Kotsionis als Sängerin.

## Musikstil und Einflüsse
Seinen Liedern wird Humor nachgesagt sowie die Verwendung vieler popkultureller Referenzen. Darüber hinaus charakterisieren viele Kritiker seine Songs als „originell und melodisch“. Ein großer Einfluss auf seinen Ansatz zum Songschreiben war Shel Silverstein. Speziell sei dies die Technik gewesen, erst die Texte in Form von Gedichten zu erstellen und diese dann in Lieder zu verwandeln – eine Vorgehensweise, welche dem Vorgehen Silversteins sehr ähnlich sei.

## Diskografie

### Studioalben
| Jahr | Album                              |
| ---- | ---------------------------------- |
| 1998 | Boo-tay (Als Bare Jr.)             |
| 2000 | Brainwasher (Als Bare Jr.)         |
| 2002 | Young Criminals’ Starvation League |
| 2004 | From the End of Your Leash         |
| 2006 | Live: Nick Nacks & Paddy Whacks    |
| 2006 | The Longest Meow                   |
| 2010 | A Storm, A Tree, My Mother’s Head  |
| 2014 | Undefeated                         |

### EPs und Singles
| Jahr | Album                                                                |
| ---- | -------------------------------------------------------------------- |
| 1974 | Daddy, What If mit seinem Vater Bobby Bare, Sr.                      |
| 2003 | OK – I’m Sorry... (EP)                                               |
| 2009 | American Bread (EP)                                                  |
| 2010 | A Storm, A Tree, My Mother’s Head (EP) 5 akustische Demos des Albums |
| 2011 | UNRELEASED and FREE (EP)                                             |
| 2014 | Shame on Me (7" Vinyl/Download) (limitiert auf 1,000)                |

### Singlecharts
| Jahr | Single                                 | Höchste Chartposition | Höchste Chartposition | Höchste Chartposition | Höchste Chartposition | Höchste Chartposition | Höchste Chartposition | Album                                         |
| Jahr | Single                                 | US Country            | US                    | US Alt.               | CAN Country           | CAN                   | CAN AC                | Album                                         |
| ---- | -------------------------------------- | --------------------- | --------------------- | --------------------- | --------------------- | --------------------- | --------------------- | --------------------------------------------- |
| 1973 | Daddy What If (mit Bobby Bare)         | 2                     | 41                    | –                     | 5                     | 53                    | 19                    | Lullabys, Legends and Lies (Bobby Bare Album) |
| 1974 | Where'd I Come From (mit Jeannie Bare) | 41                    | –                     | –                     | –                     | –                     | –                     | nur als Single                                |
| 1999 | You Blew Me Off                        | –                     | –                     | 40                    | –                     | –                     | –                     | Boo-tay (Bare Jr. Album)                      |

### Sonstige Veröffentlichungen
- 2000: Down to the Promised Land (Compilation) (Bloodshot Records) – Guitar Playing Woman von Bare Jr.
- 2004: Sings Greatest Palace Music von Bonnie 'Prince' Billy (Drag City) – Gesang bei Riding
- 2005: Tanglewood Numbers by Silver Jews (Drag City) – Gesang bei I’m Getting Back into Getting Back into You
- 2005: The Moon Was Blue von Bobby Bare (Dualtone) – produziert von Bare Jr.
- 2005: For a Decade of Sin: 11 Years of Bloodshot Records (Compilation) (Bloodshot Records) – Ocean Size von Bobby Bare Jr.
- 2006: Bloodied But Unbowed: The Soundtrack (Bloodshot Records) – Flat Chested Girl From Maynardville von Bobby Bare Jr. (live)
- 2006: Bloodied But Unbowed: Bloodshot Records’ Life In The Trenches (DVD) (Bloodshot Records) – Videos von Let’s Rock and Roll und Flat Chested Girl From Maynardville.
- 2010: Twistable, Turnable Man: A Musical Tribute to the Songs of Shel Silverstein (Sugar Hill) – herausgegeben von Bare Jr. und seinem Vater, Bare Sr.

### Dokumentation
2010 wurde unter dem Namen Don’t Follow Me (I’m Lost): A Film About Bobby Bare, Jr. eine Dokumentation veröffentlicht, die Bares Arbeit als Tourmusiker dokumentiert. William Miller, der Regisseur der Dokumentation, und Lee Baker, deren Produzent, begleiteten ihn 4 Monate lang während seiner Tour zur Vorstellung des Albums A Storm – A Tree – My Mother’s Head. Musiker, die in diesem Film auftreten, sind unter anderem My Morning Jacket, Justin Townes Earle, Hayes Carll, David Vandervelde, Blue Giant, Duane Denison und Bobby Bare Sr. Die Dokumentation wurde auf verschiedenen Formaten aufgenommen: Super 16mm, 16mm, Super 8 und HD, und hatte seine Premiere auf dem CBGB Film Festival im Oktober 2013.